# Agathe Lambret
Agathe Lambret est une journaliste politique française. Elle a notamment travaillé pour la chaîne d'information en continu BFM TV entre 2012 et 2023 ; elle travaille actuellement pour France Info.

## Biographie

### Jeunesse et études
Agathe Lambret obtient en 2012 un master de droit des affaires de l'université Paris-II-Panthéon-Assas ainsi que du Centre de formation des journalistes.

### Vie privée
Elle est en couple avec le journaliste Benjamin Duhamel,.

### Parcours professionnel
Journaliste sur BFMTV à partir de 2012, elle rejoint en juin 2023 la chaîne France Info, en remplaçant Neïla Latrous sur le 8 h 30 France Info du vendredi au dimanche. À la rentrée 2024, elle change de tranche horaire en reprenant avec Jean-Rémi Baudot, la tranche 18 h -21 h, autrefois animée par Jean-François Achilli,.

## Publications
- Macron II, l’histoire secrète[7],[8], Éditions de l'Observatoire, 2022, coécrit avec Louis Hausalter.  (ISBN 979-10-329-1327-7)